# Judo op de Paralympische Zomerspelen 2012
Op de XIVe Paralympische Zomerspelen die in 2012 werden gehouden in Londen, Verenigd Koninkrijk was judo een van de 20 sporten die werden beoefend.

## Evenementen
Op de Spelen van 2012 stonden de volgende evenementen op het programma:
Mannen
- tot 60 kg
- tot 66 kg
- tot 73 kg
- tot 81 kg
- tot 90 kg
- tot 100 kg
- boven 100 kg

Vrouwen
- tot 48 kg
- tot 52 kg
- tot 57 kg
- tot 63 kg
- tot 70 kg
- boven 70 kg

### Mannen
| Klasse       | Land         | Goud                        | Land                | Zilver          | Land                         | Brons                                     |
| ------------ | ------------ | --------------------------- | ------------------- | --------------- | ---------------------------- | ----------------------------------------- |
| tot 60 kg    | Azerbeidzjan | Ramin Ibrahimov             | China               | Xiaodong Li     | Algerije Verenigd Koninkrijk | Mouloud Noura Ben Quilter                 |
| tot 66 kg    | Oekraïne     | Davyd Khorava               | China               | Xu Zhao         | Algerije Venezuela           | Sid Ali Lamri Marcos Falcon               |
| tot 73 kg    | Oekraïne     | Dmytro Solovey              | Oezbekistan         | Sharif Khalilov |                              |                                           |
| tot 81 kg    | Oekraïne     | Olexandr Kosinov            | Argentinië          | Jose Effron     | Duitsland Cuba               | Matthias Krieger Isao Cruz Alonso         |
| tot 90 kg    | Cuba         | Jorge Hierrezuelo Marcillis | Verenigd Koninkrijk | Samuel Ingram   | Argentinië Verenigde Staten  | Jorge Lencina Dartanyon Crockett          |
| tot 100 kg   | Zuid-Korea   | Gwang-Geun Choi             | Verenigde Staten    | Myles Porter    | Brazilië Rusland             | Antonio Tenorio Vladimir Fedin            |
| boven 100 kg | Japan        | Kento Masaki                | China               | Song Wang       | Cuba Azerbeidzjan            | Yangaliny Jimenez Dominguez Ilham Zakiyev |

### Vrouwen
| Klasse      | Land         | Goud                           | Land           | Zilver                  | Land              | Brons                                  |
| ----------- | ------------ | ------------------------------ | -------------- | ----------------------- | ----------------- | -------------------------------------- |
| tot 48 kg   | Duitsland    | Carmen Brussig                 | Chinees Taipei | Kai-Lin Lee             | Oekraïne Rusland  | Yuliya Halinska Victoria Potapova      |
| tot 52 kg   | Duitsland    | Ramona Brussig                 | China          | Lijing Wang             | Brazilië Oekraïne | Michelle Ferreira Nataliya Nikolaychyk |
| tot 57 kg   | Azerbeidzjan | Afag Sultanova                 | Brazilië       | Lucia da Silva Teixeira |                   |                                        |
| tot 63 kg   | Cuba         | Dalidaivis Rodriguez Clark     | China          | Tong Zhou               |                   |                                        |
| tot 70 kg   | Spanje       | Maria del Carmen Herrera Gomez | Rusland        | Tatiana Savostyanova    |                   |                                        |
| boven 70 kg | China        | Yanping Yuan                   | Turkije        | Nazan Akin              | Algerije Rusland  | Zoubida Bouazoug Irina Kalyanova       |

## Medaillespiegel
| Plaats | Land         | NPC    | Goud | Zilver | Brons | Totaal |
| 1      | Oekraïne     | UKR    | 3    | 0      | 2     | 4      |
| 2      | Cuba         | CUB    | 2    | 0      | 2     | 4      |
| 3      | Azerbeidzjan | AZE    | 2    | 0      | 1     | 3      |
| 3      | Duitsland    | GER    | 2    | 0      | 1     | 3      |
| 5      | China        | CHN    | 1    | 5      | 1     | 7      |
| 6      | Spanje       | ESP    | 1    | 0      | 2     | 3      |
| 7      | Japan        | JPN    | 1    | 0      | 0     | 1      |
| 7      | Zuid-Korea   | KOR    | 1    | 0      | 0     | 1      |
| 8      | Rusland      | RUS    | 0    | 1      | 4     | 5      |
| 10     | Brazilië     | BRA    | 0    | 1      | 3     | 4      |
| Totaal | Totaal       | Totaal | 0    | 0      | 0     | 0      |

Atletiek · Bankdrukken · Basketbal · Blindenvoetbal · Boogschieten · Boccia · CP-voetbal · Goalball · Judo · Paardensport · Roeien · Rugby · Schermen · Schietsport · Tafeltennis · Tennis · Volleybal · Wielersport · Zeilen · Zwemmen
Seoel 1988 ·
Barcelona 1992 ·
Atlanta 1996 ·
Sydney 2000 ·
Athene 2004 ·
Peking 2008 ·
Londen 2012 ·
Rio de Janeiro 2016 ·
Tokio 2020 ·
Parijs 2024 ·
Los Angeles 2028